# Dogo sardo
O dogo sardo (em sardenho: jàgaru, trighinu e cani pertiatzu) ou dogo sardenho, é um tipo de cão italiano originário da Sardenha, utilizado para proteger o gado e, no passado, para as lutas entre cães. 
Paradoxalmente, esta raça é mais conhecida no exterior do que na Itália, graças a um norueguês fascinado por molossos, que citou-o em seu site, há vários anos.

## Descrição
De aparência bastante variável, já que nunca possuiu um padrão racial definido, é apreciado na Sardenha, mas é praticamente desconhecido no resto da Itália. Na Sardenha, este cão é comumente chamado de sorgolìnu, trighinu, pastore gavoese, cani perdigatzu, jagaru, beltigadu, Alano di Bonorva e cane sardo antico, bem como dogo sardo ou sardesco.
É um cão molosso muito atlético, ágil, resistente, forte, e porte grande. É um cão de trabalho, de aparência intimidadora com pelagem geralmente avermelhada a marrom, dourado, cinza, preto ou tigrado com pelos de tamanho curto a médio. A estatura dos machos é de 60 cm na cernelha, mas espécimes maiores são comuns.
O dogo sardenho tem pequenas diferenças na aparência dependendo da região de origem, devido à consanguinidade e o isolamento em algumas áreas geográficas; no passado, nunca houve uma seleção técnica destes cães, favorecendo quase que exclusivamente o temperamento forte e notável resistência física, bem como a aptidão para trabalho. Um padrão oficial da raça nunca foi definido, no entanto, é muito apreciado na ilha.
A pele é bem aderente aos músculos, a cabeça é mais ou menos molossóide com uma mandíbula bem desenvolvida e muscular, e focinho ligeiramente menor que o comprimento do crânio; este cão tem uma dentição sólida e imponente, que se completa com uma mordida em tesoura ou em pinça, com presas de grande comprimento, e o terceiro dente superior incisivo muito desenvolvido. Os olhos são geralmente em vários tons de cor de âmbar ou marrom; um grande número de exemplares de Gavoi tem um olho marcadamente amarelo. As pernas dianteiras são fortes, os quartos traseiros moderadamente angulados e com músculos fortes. O peito é bem desenvolvido, e a média de altura varia de 56 a 68 cm na cernelha. Os espécimes modernos têm um peso que varia de 30 a 45 kg.

## História
O dogo sardo é um cão nativo da Sardenha encarregado de várias tarefas, incluindo as mais comuns: a guarda do gado, e da propriedade, manejo do gado bovino indomável, caça de ungulados e, no passado, até mesmo, como um cão de guerra. Existem várias hipóteses sobre a origem desses animais. O jesuíta Cetti por volta do ano 1700 descreveu os cães da sardenha como uma mistura perfeita entre um galgo e um cão grande, que lhe deu vários peculiaridades perceptíveis, enquanto a Carta de logu do antigo Estado de Giudicato de Arborea, o descreve como um cão com temperamento forte utilizado para guarda e defesa do dono.